# Апостол Пётр (тип судов)
«Апостол Пётр» — тип колесных пароходов-тральщиков. Всего было построено 2 судна данного проекта. Были построены в 1906 году в Англии для Онежского пароходства. В 1906 году перешли морским путём и внутренними водами России в Петрозаводск, где работали на линии Санкт-Петербург — Петрозаводск на Онежском озере, реке Свирь, Ладожском озере и реке Неве.
Суда располагали прогулочными палубами, залами, каютами 1 и 2 классов. Под палубой, в носовых и кормовых частях находились помещения для пассажиров 3 класса.
В 1906 году суда были отставлены от работы по причине попадания в котлы морской соли во время перехода из Англии. После ремонта в 1907 году вновь вышли на линию. На путь из Петрозаводска в Санкт-Петербург пароходы тратили 26 часов, что было намного быстрее по сравнению с предыдущими судами.
Капитанами «Апостола Петра» был Ряхин Фёдор Матвеевич, «Апостола Павла» Варзугин Николай Павлович, впоследствии Демидов Иван Яковлевич.
21 мая 1915 года были мобилизованы и переданы Балтийскому флоту в качестве тральщиков. «Апостол Пётр» получил № 18, «Апостол Павел» — № 19.

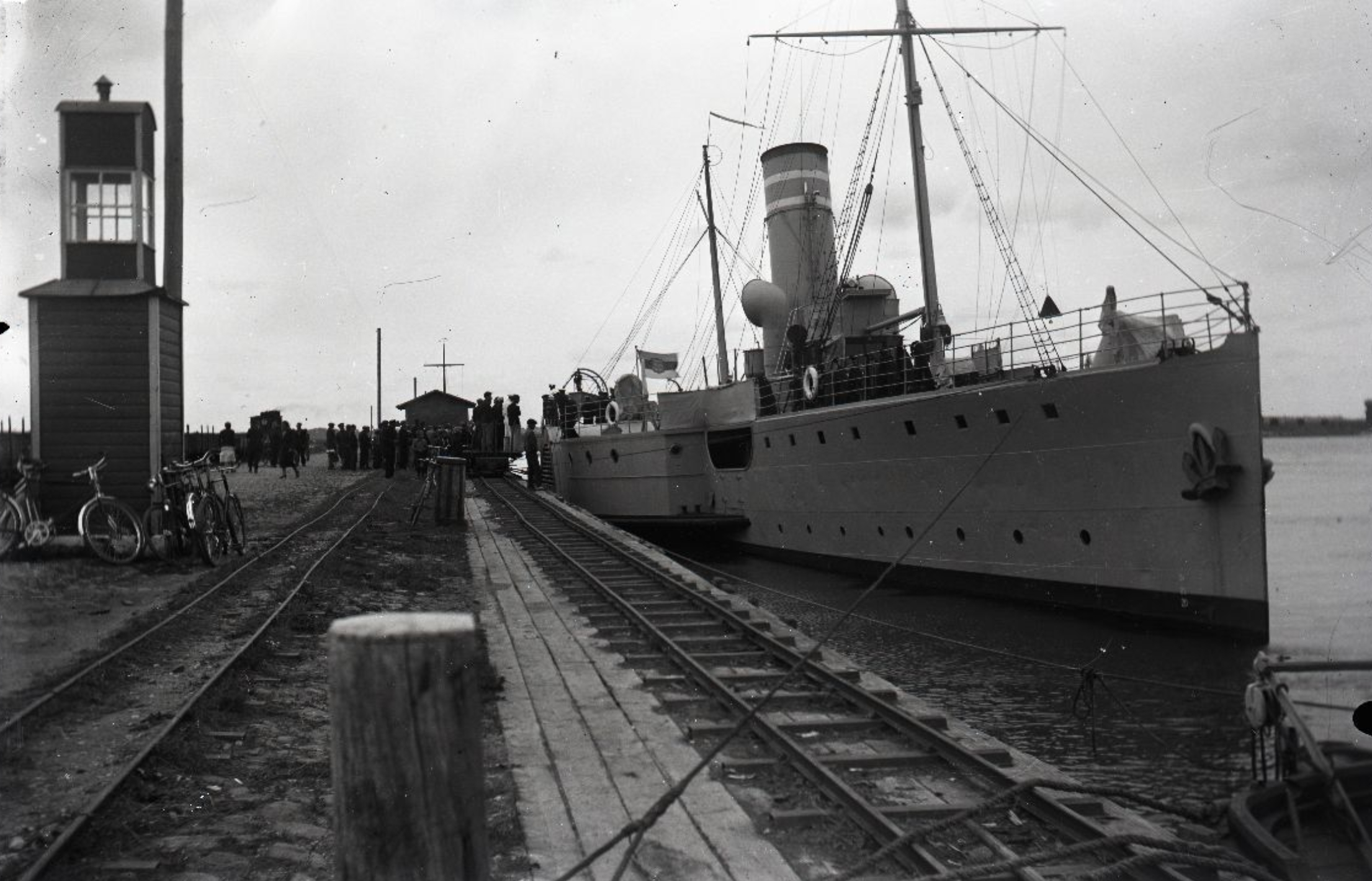
Эстонский вспомогательный минный заградитель «Ристна»

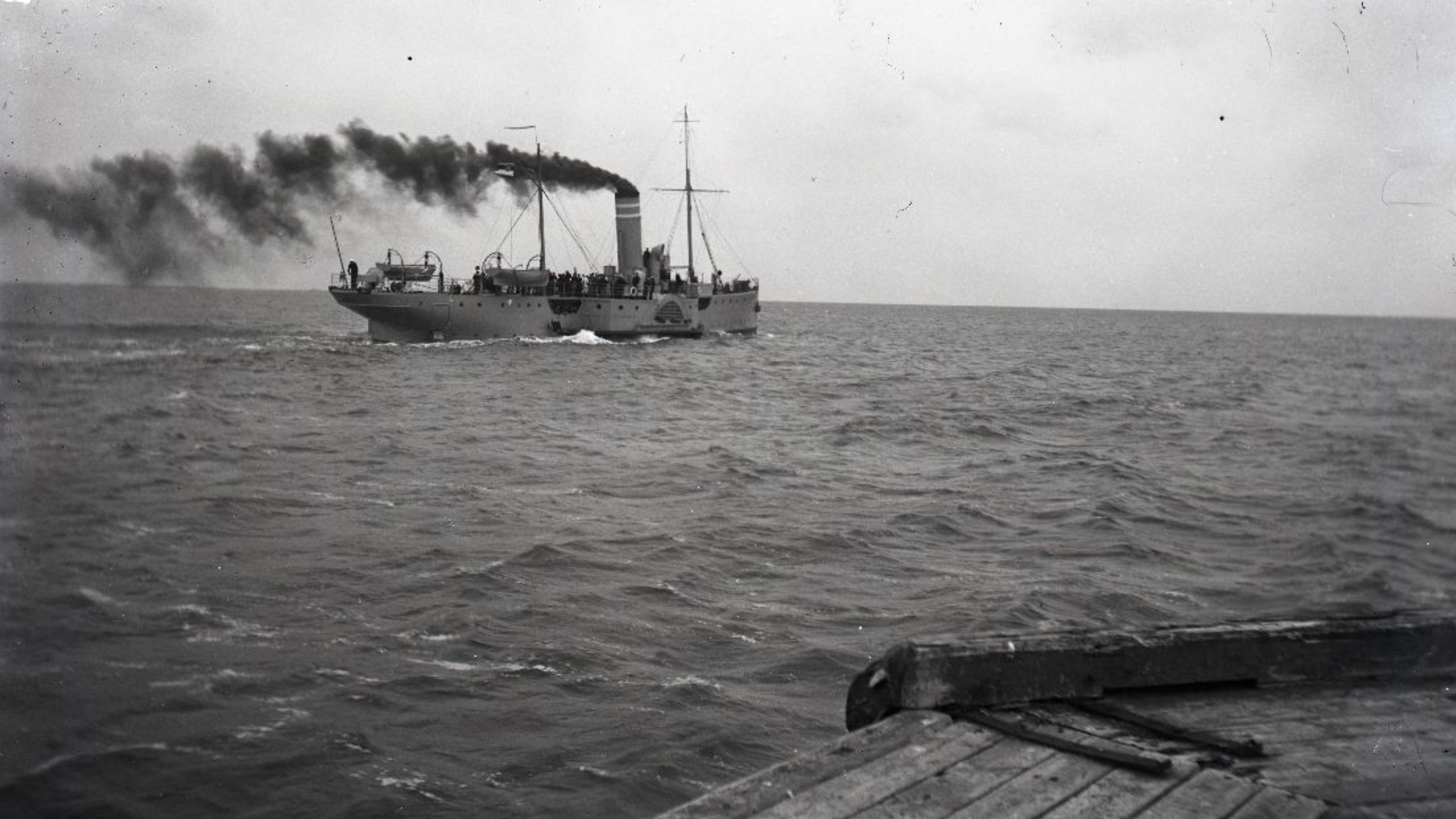
Эстонский вспомогательный минный заградитель «Ристна»

В 1918 году захвачены в Ревеле финскими войсками, переданы эстонцам. «Апостол Пётр» был переименован в «Ристна», «Апостол Павел» в «Суроп», работали как товарные пароходы. С 1927 года — в эстонском флоте в качестве минных заградителей.
С 13 августа 1940 года перешли вместе с эстонским флотом в Краснознаменный Балтийский флот. «Суроп» погиб 11 августа 1941 года от подрыва на мине в Моонзунде.
С ноября 1941 года «Ристна» служил в качестве плавбазы, после 1945 года учебное судно. В 1957 году передан Ленинградскому обкому ВЛКСМ, в аренде киностудии «Ленфильм». Разобран на металл в 1958 году.